# Jurassic Park (videojoc de SNES)
Jurassic Park és un videojoc de Super NES/Super Famicom basat en la novel·la de Michael Crichton. Va ser desenvolupat per Ocean Software i publicat el 1993, i 1994. El videojoc es veu amb una vista superior en la major part de l'argument. Quan el jugador entra a un edifici, la perspectiva canvia a una vista de primera persona.

## Jugabilitat
En el joc, el jugador controla l'Alan Grant, i l'objectiu és completar unes certes tasques per escapar, prenen ous de velociraptor i engegant el generador per fer-lo operatiu, per poder obrir i tancar les portes quan es desitgi. Hi ha llocs repartits per l'illa que serveixen per comunicar el jugador de consells i avisos. En aquest videojoc es pot connectar el SNES Mouse quan es juga en les seqüències en primera persona o utilitzant ordinadors. La banda sonora del videojoc consisteix en diversa música que correspon a l'àrea en què el jugador està explorant. En el videojoc normalment es necessiten de 2 a 3 hores per completar-lo, a més d'alguns altres objectius, com col·leccionar tots els 18 ous de raptor, que poden fer anar més lent al jugador. No hi ha cap manera per guardar la partida, i requeix més d'un jugador per a superar tots els nivells en el mode d'un sol jugador.
Hi ha altres videojoc sota el mateix nom, Jurassic Park, que existeixen per NES, Game Boy, Sega Mega Drive, Game Gear, MS-DOS i Commodore Amiga. Però no tots tenen el mateix tipus de jugabilitat, però estan basats més o menys en el mateix argument. Totes les versions, excepte les de Sega Genesis, Game Gear i Sega CD, són desenvolupats i publicats per Ocean Software.

### Dinosaures
Els dinosaures que apareixen són els següents:
- Triceratops
- Tyrannosaurus Rex
- Compsognathus
- Dilophosaurus
- Gallimimus
- Velociraptor
- Pachycephalosaurus

### Armes
Aquí teniu les armes utilitzades en el videojoc (noms del joc original en anglès):
- Cattle Prod
- Shotgun
- Rocket Launcher
- Gas Grenade Launcher
- Tranquilizer
- Bolas Snare Rifle

## Desenvolupament
Les seqüències en primera persona del videojoc tenen semblances amb Wolfenstein 3D, amb limitacions de 90 graus en els angles dels murs. Els únics enemics en aquestes seqüències són Velociraptors, que normalment sempre segueixen un camí i només atacaquen quan el jugador està a prop, i els Dilophosaurus, que estan sempre al mateix lloc, però llencen toxines.

## Crítica
Molts fans han quedat que, el punt més negatiu és no poder guardar en la partida, a més que el final va decebre. Després d'hores de joc, el jugador ha de fer marxa enrere per explorar les coves amb una interfície en primera persona, tot sense l'oportunitat de guardar, i el final consisteix en res més que una imatge simple de l'illa amb un text que diu, "Enhorabona, heu escapat de Parc Juràssic".